# Alliance internationale des éditeurs indépendants
L'Alliance internationale des éditeurs indépendants est une association de droit français à but non lucratif connue en particulier pour ses travaux sur le label « Livre équitable » et sur la notion de bibliodiversité. Elle est née en 2002, à la suite de la rencontre de professionnels du livre à Paris en 2001.
Elle est soutenue durablement ou ponctuellement par des institutions comme la Fondation Charles Léopold Mayer, la Fondation Ford, l'Unesco, l'Union latine, l'Organisation internationale de la francophonie, la Fondation Prince Claus.

## Activités
- Depuis 2002, l'Alliance internationale des éditeurs indépendants met en place progressivement un réseau international d'éditeurs — aujourd’hui 80 éditeurs de 45 nationalités — qui travaillent ensemble à des projets éditoriaux solidaires.
- En 2004, cette association crée un label, « Livre équitable », qui suscite l'intérêt de professionnels du livre (éditeurs et libraires), d'institutions culturelles (UNESCO[1]) et de journalistes[2]. Depuis, plusieurs ouvrages ont été labellisés « Livre équitable » par des éditeurs francophones[3].
- En 2005, l'Alliance des éditeurs indépendants lance un appel à la « bibliodiversité »[4]. Ainsi, plusieurs actions ont été menées dont l'organisation de deux rencontres internationales[5] en partenariat avec des institutions comme l'Unesco[6] et l'Union latine[7].
- L'Alliance publie des dossiers spécialisés (collection « État des lieux de l'édition ») à destination des professionnels du livres. Les auteurs de ces dossiers sont des professeurs d'université[8] et/ou des éditeurs indépendants[9].
- Enfin, l'Alliance gère un centre de ressources spécialisées, mène des actions de plaidoyer en faveur de la liberté d'édition, de l'édition indépendante et de la bibliodiversité.